# Brockdorff (hovedgård)
 For alternative betydninger, se Brockdorff. (Se også artikler, som begynder med Brockdorff)
Brockdorff er en lille hovedgård, som er dannet i 1785 af Wilhelm Theophilus von Stieglitz-Brockdorff til Scheelenborg. Brockdorff var en avlsgård under Scheelenborg Gods til 1980. Gården ligger på halvøen Hindsholm i Stubberup Sogn, Bjerge Herred, Kerteminde Kommune.
Brockdorff Gods er på 558 ha.

## Ejere af Brockdorff
- (-1691) Friedrich von Vittinghof-Scheel
- (1691-1730) Schack Brockdorff
- (1730-1755) Friedrich von Brockdorff
- (1755-1784) Shack von Brockdorff
- (1784-1802) Wilhelm Theophilus von Stieglitz-Brockdorff
- (1802-1811) Charlotte Amalie Schacksdatter Brockdorff gift von Stieglitz
- (1811-1859) Carl lensbaron Juel-Brockdorff
- (1859-1874) Sophie Frederikke Wilhelmsdatter von Stieglitz-Brockdorff gift Juel
- (1874-1876) Frederik Carl Vilhelm Niels Adolph Krabbe lensbaron Juel-Brockdorff
- (1876-1900) Carl Frederik Sophus Vilhelm lensbaron Juel-Brockdorff
- (1900-1912) Frederik Carl Niels Otto August lensbaron Juel-Brockdorff
- (1912-1970) Carl Frederik Sophus Vilhelm lensbaron Juel-Brockdorff
- (1970-1980) Christian Carl baron Juel-Brockdorff
- (1980-1993) Jens Anker Wistoft Larsen
- (1993-1999) Jens Anker Wistoft Larsen / Søren Wistoft Larsen
- (1993-nu) Søren Wistoft Larsen[1]